# Anouar Rahmou
Anouar Rahmou, né le 7 mai 2000, est un coureur cycliste marocain.

## Biographie
En 2019, Anouar Rahmou termine sixième du championnat du Maroc sur route chez les élites. Trois ans plus tard, il devient champion national du contre-la-montre dans la catégorie des espoirs (moins de 23 ans). Il représente également son pays aux championnats du monde espoirs. 
Lors de la saison 2023, il participe notamment aux Jeux de la Francophonie, où il se classe huitième de la course en ligne. La même année, il brille dans des compétitions marocaines. Il intègre ensuite l'équipe continentale Vini Monzon-Savini Due-Omz en 2024. Avec cette formation, il se distingue en remportant une étape du Tour du Maroc,. Il finit par ailleurs sixième du Tour du Bénin

## Palmarès et résultats

### Palmarès par année
- 2022
  -  Champion du Maroc du contre-la-montre espoirs
- 2024
  - 9e étape du Tour du Maroc

### Classements mondiaux
| Année           | 2019 | 2020 | 2021 | 2022 | 2023 |
| --------------- | ---- | ---- | ---- | ---- | ---- |
| UCI Africa Tour | 90e  |      |      | 80e  | 54e  |